# Matsuoka Hisashi

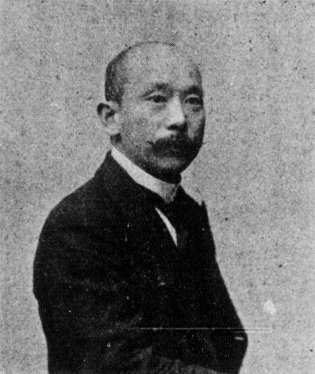
Matsuoka Hisashi

Matsuoka Hisashi (japanisch 松岡 寿; geb. 5. März 1862 in der Präfektur Okayama; gest. 28. April 1944) war ein japanischer Maler der Yōga-Richtung während der Meiji-Zeit, Taishō-Zeit und Shōwa-Zeit.

## Leben und Werk
Matsuoka Hisashi wurde als Sohn eines Samurai in der Präfektur Okayama geboren. Im Jahr 1872 zog er, gerade 10 Jahre alt, mit seinem Vater nach Tōkyō. Schon zu dieser Zeit fing er an, Bilder im europäischen Stil zu malen. Nach der Eröffnung 1876 der staatlichen Kunstschule des Ministeriums für öffentliche Arbeiten (工部美術学校, Kōbu bijutsu gakkō) studierte Matsuoka zwei Jahre unter Antonio Fontanesi. Als Fontanesi 1878 die Schule verließ, verließen auch Asai Chū, er und andere die Schule und gründeten die Künstlervereinigung „Elfer-Gruppe“ (十一会, Jūichi-kai), die erste moderne Künstlervereinigung Japans.
1880 reiste Matsuoka mit 19 Jahren nach Italien, um sich dort weiter zu bilden. Er arbeitete unter Cesare Maccari (1840–1919), einem ehrenamtlichen Professor an der Staatlichen Kunstschule von Rom, und trat 1881 in die der Einrichtung angegliederte freie Schule ein. 1883 erhielt er die Erlaubnis, in die Staatlichen Kunstschule selbst einzutreten, wo er sein Studium 1887 abschloss. Das Bild „Mann in der Kleidung des Pietro Micca“ entstand in dieser Zeit. Bevor Matsuoka 1888 nach Japan zurückkehrte, besuchte er noch Paris.
Zurück in Japan gründete Matsuoka mit Asai Chū und anderen die Künstlervereinigung Meiji bijutsu-kai (明治美術会). Er widmete sich nun intensiv der Ausbildung junger Künstler und unterrichtete an der Armeeschule, dann an der Fakultät für Architektur der Universität Tōkyō und an der Meijibijutsu-Schule. 1921 wurde er Präsident der Kunstakademie Tōkyō (東京美術学校, Tōkyō bijutsu gakkō), der Vorläufereinrichtung der heutigen Geidai. Er fungierte auch als Juror für die staatliche Ausstellung des Kultusministeriums, der Mombu-shō bijutsu tenrankai (文部省美術展覧会).
Matsuoka war weiterhin malerisch tätig, schuf um 1935 großformatige Historienbilder. Der ganz große Durchbruch blieb ihm versagt, er hinterließ jedoch beachtenswerte Landschaftsbilder Europas, insbesondere Italiens.

## Bilder

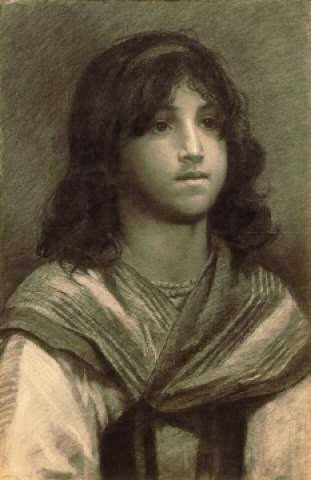
Junge Italienerin
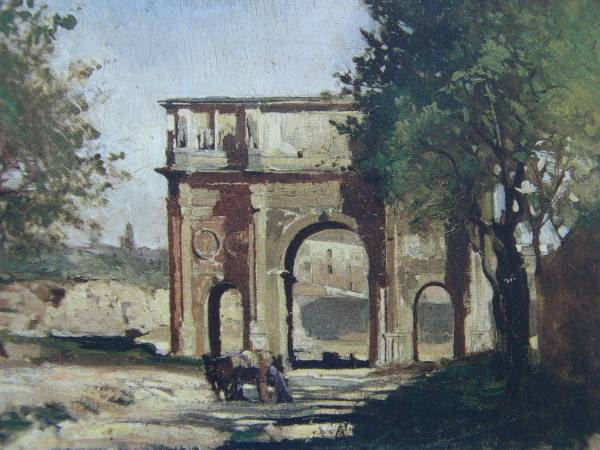
Rom, Triumphbogen
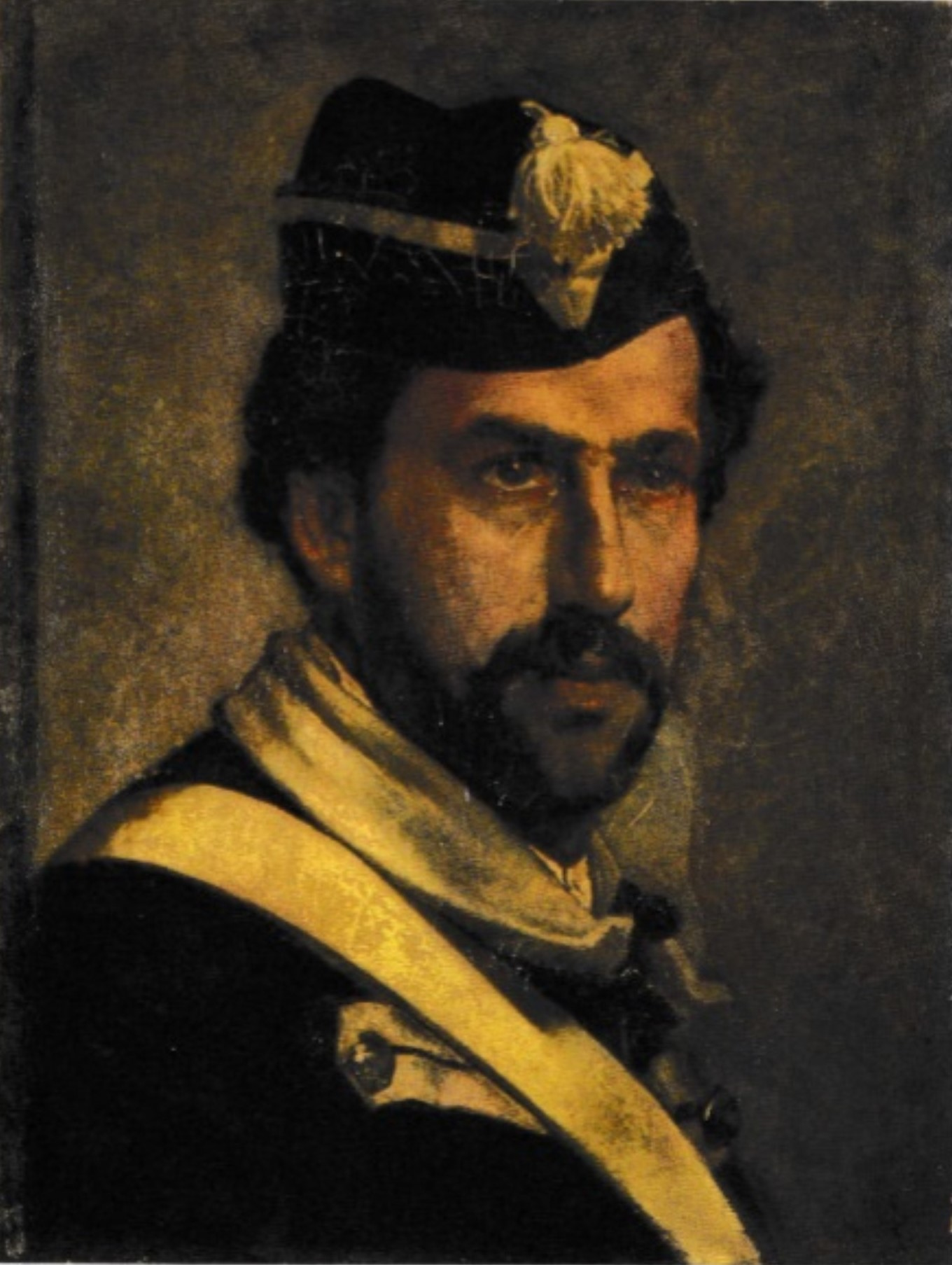
Mann, 1881

1. ↑  Dieses Bild, es stellt einen Mann in der Kleidung des Pietro Micca dar, war auf der Ausstellung Japanische Malerei im westlichen Stil 1985 im Museum für Ostasiatische Kunst in Köln zu sehen.